# Pamri Sar
Der Pamri Sar ist ein Berg im Nordwesten des Karakorum-Gebirges in Südasien.

## Lage
Der Pamri Sar befindet sich zentral im Batura Muztagh im pakistanischen Sonderterritorium Gilgit-Baltistan.
Der Berg erreicht eine Höhe von 7016 m. Der Berg erhebt sich nördlich des Baturagletschers an dessen westlichem Ende.  
3,95 km westsüdwestlich befindet sich der 7142 m hohe Kampire Dior.

## Besteigungsgeschichte
Die Erstbesteigung des Pamri Sar gelang einer italienischen Expedition im Jahr 1986 über den Nordgrat von Westen aus.